# المملكة (فلم 2018)
المملكة (بالإسبانية: El reino) هو فيلم إثارة إسباني - فرنسي من إخراج رودريجو سوروجوين، وبطولة أنطونيو دي لا تور، مونيكا لوبيز، جوزيب ماريا بو وباربرا ليني، حصل الفيلم على 7 جوائز جويا من ضمنها جائزة أفضل مخرج، ممثل وسيناريو أصلي.

## روابط خارجية
- مقالات تستعمل روابط فنية بلا صلة مع ويكي بيانات